# Morethia ruficauda
Espèce
Synonymes
- Ablepharus lineoocellatus ruficaudus Lucas & Frost, 1895
- Morethia taeniopleura exquisita Storr, 1972

Morethia ruficauda est une espèce de sauriens de la famille des Scincidae.

## Répartition
Cette espèce est endémique d'Australie. Elle se rencontre en Australie-Occidentale, dans le Territoire du Nord et en Australie-Méridionale.

## Liste des sous-espèces
Selon The Reptile Database (26 octobre 2012) :
- Morethia ruficauda exquisita Storr, 1972
- Morethia ruficauda ruficauda (Lucas & Frost, 1895)

## Étymologie
Le nom spécifique ruficauda vient du latin rufus, rouge, et de cauda, la queue, en référence à l'aspect de ce saurien.

## Publications originales
- Lucas & Frost, 1895 : Preliminary notice of certain new species of lizards from central Australia. Proceedings of the Royal Society of Victoria, vol. 7, p. 264-269 (texte intégral).
- Storr, 1972 : The genus Morethia (Lacertilia: Scincidae) in Western Australia. Journal of the Royal Society of Western Australia, vol. 55, p. 73-79.